# 贺川县
贺川县，中国古县名。
隋朝开皇十九年（599年）置，治所在今广西壮族自治区岑溪市东北。属于藤州。至唐朝贞观年间，末被废除。 